# من البرية ولبنان
من البرية ولبنان - قصة جندي إسرائيلي للحرب والانتعاش (بالعبرية: מן המדבר והלבנון) هو الترجمة الإنكليزية لأول كتاب من قبل الكاتب الإسرائيلي الدكتور أسيل لوبوتزكي. يسجل الكتاب تجاربه عندما كان يعمل ضابط في الجيش الإسرائيلي خلال حرب لبنان 2006 ويذكر في سيرته الذاتية فترة طويلة من الانتعاش من الجروح التي أصيب بها في المعركة. نشر الكتاب في الأصل باللغة العبرية من قبل كتب يديوث في عام 2008 وأصبح أكثر الكتب مبيعا وفي الترجمة الإنجليزية تحت هذا اللقب في عام 2016. كتب رئيس الأركان السابق للجيش الفريق موشيه يعلون مقدمة تحفيزية.

## الخلاصة
يصف الكتاب حرب لبنان الثانية من وجهة نظر قائد فصيلة في لواء جولاني. يسجل الاستعدادات للمعركة والقتال نفسه والمسؤوليات والتحديات التي واجهته كما قاد رجاله إلى الأمام تحت النار.
يسجل القسم الأول كيف أن خطف جلعاد شاليط أجبر إسرائيل على الرد والقتال في غزة. دخلت الكتيبة 51 وهي جزء من لواء غولاني غزة. تم استدعاء الجنود للقتال في الشمال في ما يسمى أن يطلق عليه حرب لبنان الثانية ويشكل موضوع القسم الثاني. من بين العديد من الاشتباكات كان الأكثر تميزا هو معركة بنت جبيل التي قتل فيها كلاين نائب قائد الكتيبة مع سبعة ضباط ورجال. من بين الذين سقطوا كان أميشاي أقرب صديق للمؤلف وآسئل يصف التجربة الرهيبة لإيجاد نفسه وهو يحمل جثة أعز رفيق له. من ذاكرة هذا الأخير أن الكتاب مخصص. بعد عدة أيام من القتال في بنت جبيل أصيب مقدم البلاغ نفسه بجراح بالغة عندما أصاب صاروخ مضاد للدبابات سيارته.
ثم يأتي لذكر فترة كفاحه الشخصي والقوة العقلية التي يحتاجها من أجل خضوعه لعمليات عديدة وإطالة مدة دخوله إلى المستشفى وفترة طويلة من إعادة التأهيل حيث تعلم خلالها المشي مرة أخرى.
بالإضافة إلى تلك التجارب الشخصية تظهر بعض القصص المرتبطة بالماضي مثل اكتشاف أن الممرضة التي كانت تمرض جده إيسر لوبوتسكي عندما أصيب في القتال في قوة عسكرية غير نظامية ضد النازيين كانت أم الطبيب الذي كان يعالج أسايل. نتيجة لتجاربه أثناء دخوله المستشفى قرر أسئل أنه أيضا سوف يدرس الطب وعلى الرغم من أنه يمشي على العكازات أصبح الدكتور لوبوتسكي منذ ذلك الحين طبيب أطفال مؤهل يعمل في مستشفى شاري زيديك في القدس.

## عنوان الكتاب
عنوان الكتاب لديه مصدر مزدوج. هو يسجل المنطقة الجغرافية التي قاتل فيها لكنه يشير أيضا إلى الآية التوراتية 11:24: «يجب أن يكون لك كل مكان تكون فيه باطن قدميك: من البرية ولبنان من النهر نهر الفرات حتى إلى أقصى البحر يجب أن يكون الساحل الخاص بك» تحديد حدود الأرض الميعاد. كما أن هناك انعكاسا آخر على أن الصحراء ولبنان يمثلان أوضاعا عاطفية مختلفة أولهما يرمز إلى الفترة الصعبة لإعادة تأهيله والثاني يمثل المرونة التي طالب بها.

## الاستقبال
أصبح الكتاب من أكثر الكتب مبيعا وتلقى تغطية واسعة ربما لأنه سجل أعمال البطولة في الحرب التي كان ينظر إليها من قبل العديد فاشلة. كتب رئيس أركان الجيش الإسرائيلي السابق ووزير الدفاع الإسرائيلي السابق الفريق موشيه يعلون في المقدمة:
رأى العديد من مراجعات الكتاب أنه يمثل «إسرائيل الجميلة» تجسيدا للصهيونية الحديثة في حين رأى آخرون أنه كان ينبغي أن ينتقد بقوة أكبر القيادة السياسية والعسكرية للحرب.
تم إطلاق الترجمة الإنجليزية للكتاب في 20 أكتوبر 2016 في القدس في مناسبة مسائية بعنوان «الإيمان والشك في أوقات عدم التيقن». كان المتحدثون الحاخام شلومو ريسكين والعميد أفيغدور كاهالاني والمؤلف الدكتور أسايل لوبوتسكي. اليوم يعتبر الكتاب نصا في مسار ضباط الجيش الإسرائيلي.

## المؤلف

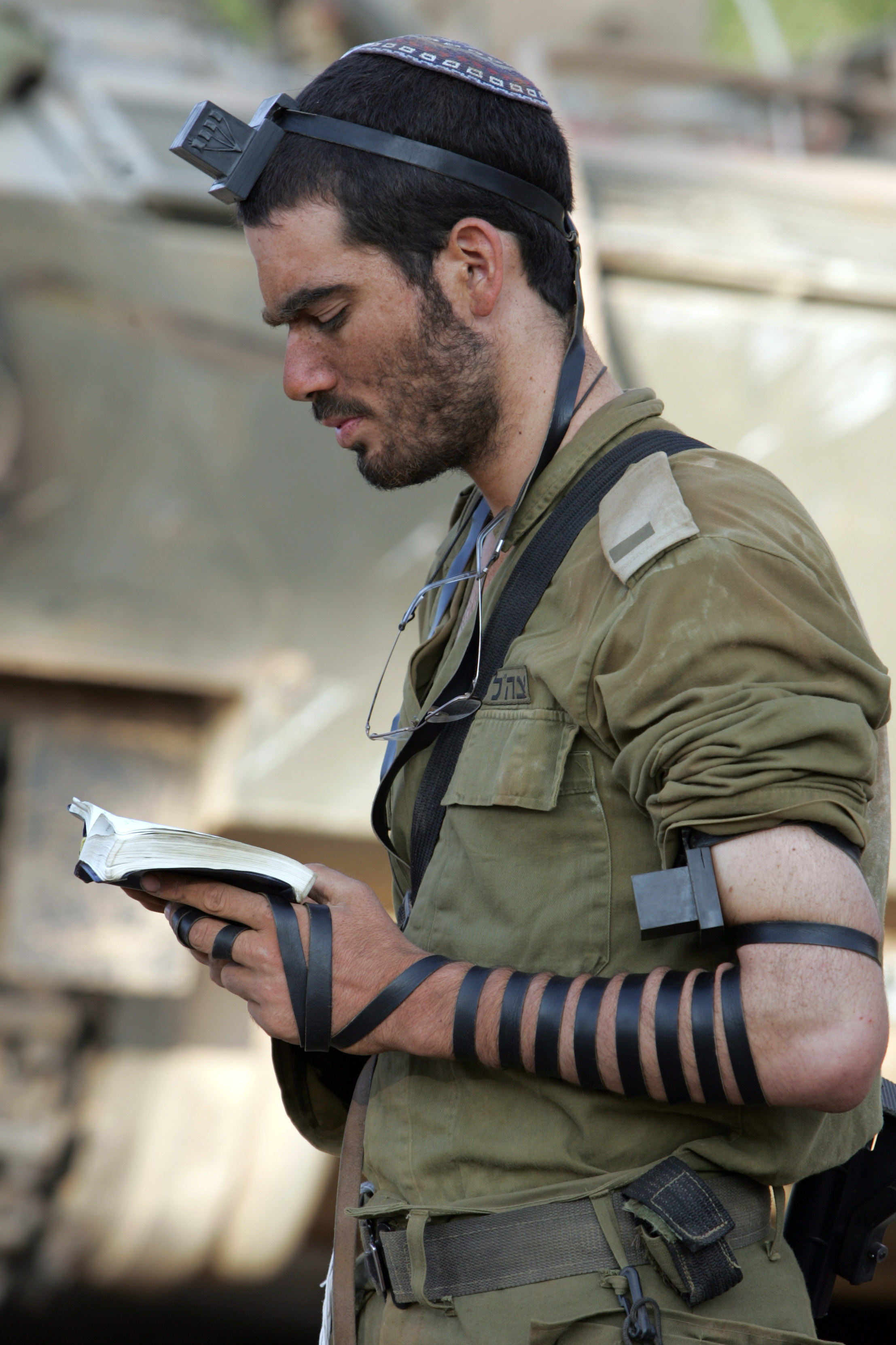
أسايل لوبوتسكي في خدمة الجيش الإسرائيلي يصلي مع تيفيلين.

نشأ أسايل لوبوتسكي في أفرات وعمل كضابط يقود فصيلة من لواء غولاني في كل من غزة وأثناء حرب لبنان الثانية. قاتل في العديد من المعارك التي قتل فيها عدد من رفاقه أو جرحوا حتى أصيب بجروح بالغة في بنت جبيل. نشر كتابه الأول باللغة العبرية في عام 2008 من قبل كتب يديوث وأصبح أفضل الكتب مبيعا. بعد فترة إعادة تأهيله بدأ المؤلف يدرس الطب في مركز هداسا الطبي في الجامعة العبرية في القدس وهو مؤهل كطبيب وهو الآن متخصص في طب الأطفال بمستشفى شاري زيديك في القدس. يعيش حاليا في القدس وهو متزوج من أفيتال ولديها ثلاثة أطفال.

## وصلات خارجية
- من البرية ولبنان, الموقع الرسمي
- استعراض ووصف Amazon.com للكتاب
- مراجعة جاك رايمر, قناة جيويش نيوز وان. 12 فبراير 2016.
- من الكتاب مع ناشوم سيغال الحلقة 51: يضم أسئل لوبوتسكي, 9 مارس 2016.
- A war مذكرات الإلهام وباثوس, جيروزاليم بوست مراجعة من قبل ميلاني تاكيفمان، 17 مارس 2016.
- غزة، لبنان - مذكرات جندي إسرائيلي, سان دييغو العالم اليهودي، استعراض فريد ريس. 24 مارس 2016
- معركتي حياتي الكبيرتين, مراجعة من قبل عاموس لاسن
- تجديد: خلفية ومعارك أسايل لوبوتسكي, أرض شبكة إسرائيل، حواء هارو. 6 نوفمبر 2016.